# آیریکوتو
آیریکوتو (به اسپانیایی: Airicoto) یک کوه در پرو است که در منطقه چوکو، منطقه ارکیپا، استان کاستیا واقع شده‌است. آیریکوتو ۵٬۴۰۰ متر بالاتر از سطح دریا واقع شده‌است.